# 等鰭異鰓鯰
等鰭異鰓鯰，為輻鰭魚綱鯰形目塘虱魚科的其中一種，分布於非洲幾內亞至奈及利亞的淡水流域，本魚眼睛位於頭部側面上方，額骨囪門長而狹窄；後頭骨囪門橢圓形。頭部完全地覆蓋著硬骨，鰓前的器官發展良好，胸棘明顯鋸齒狀在前面側邊，齒板相當狹窄，背鰭軟條28-35枚；臀鰭軟條40-51枚，體長可達90公分，棲息在底層水域。

## 扩展阅读
維基物種上的相關：等鰭異鰓鯰